# Eric Draper

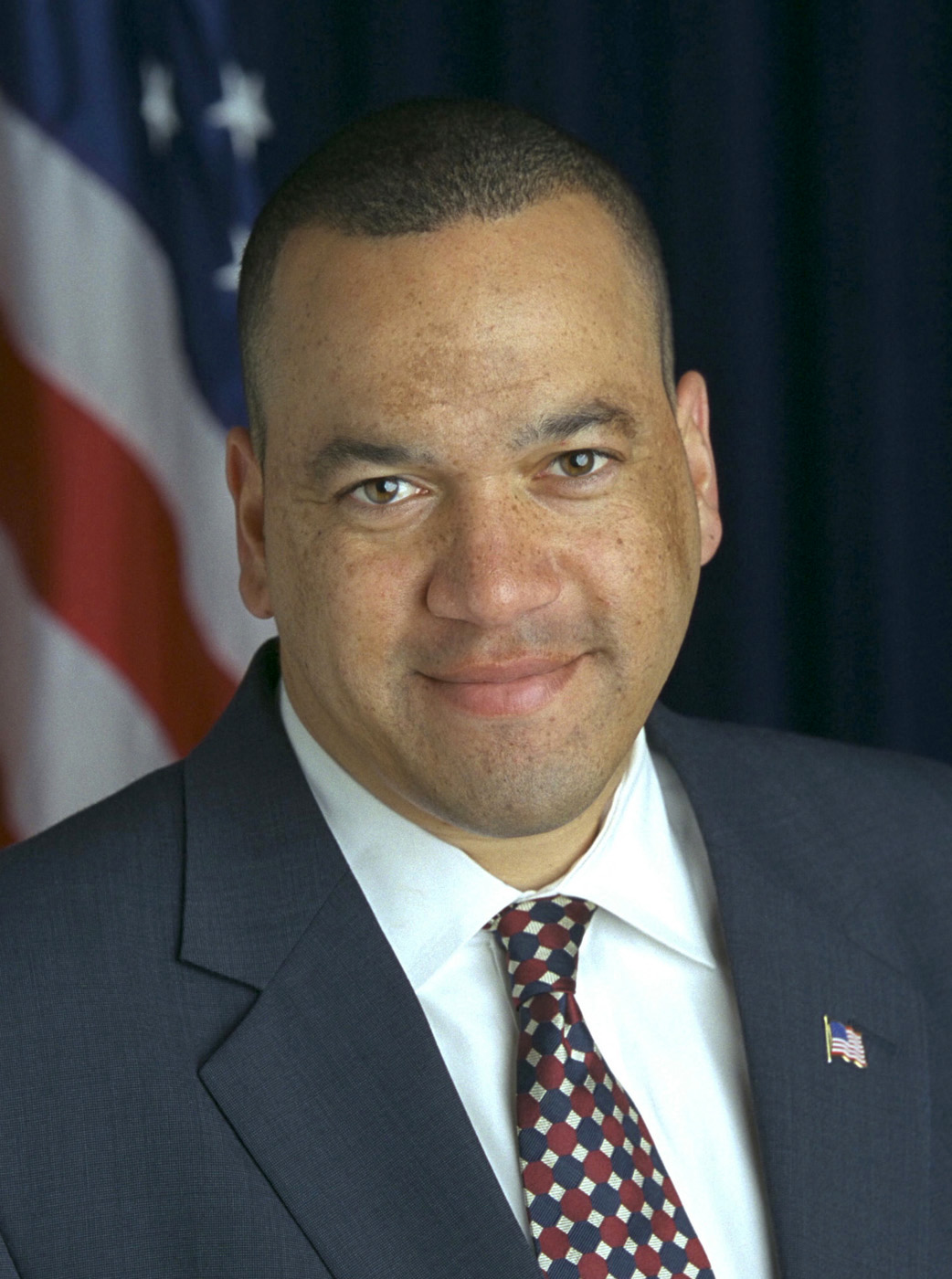
Oficjalne zdjęcie Drapera jako pracownika Białego Domu

Eric Draper – amerykański fotoreporter, w latach 2001–2009 pełnił funkcję dyrektora Biura Fotografii Białego Domu i zarazem osobistego fotografa prezydenta George'a W. Busha.
Draper jest absolwentem California State University, Long Beach. Przez wiele lat pracował jako fotoreporter prasowy (związany m.in. z The Seattle Times) i agencyjny. Jako wysłannik Associated Press (AP) fotografował m.in. kampanię prezydencką w 1996 i 2000 roku, Mistrzostwa Świata w Piłce Nożnej 1998 oraz Letnie Igrzyska Olimpijskie 2000. Pracował także jako fotoreporter wojenny, odwiedzając Kosowo podczas konfliktu w 1999 roku. Jest laureatem wielu nagród branżowych, m.in. trzykrotnie otrzymywał doroczne wyróżnienie AP dla najlepszego pracującego dla tej agencji fotografa.
Przez całą prezydenturę Busha juniora towarzyszył prezydentowi podczas wykonywania jego codziennych obowiązków, m.in. w większości podróży zagranicznych. Oprócz samodzielnego wykonywania zdjęć, kierował także Biurem Fotografii, w którego skład wchodziło oprócz niego troje fotografów i troje fotoedytorów.
Wszystkie zdjęcia Drapera z okresu pracy w Białym Domu należą do domeny publicznej, jak wszystkie dzieła stworzone przez pracowników rządów federalnego USA w czasie wykonywania obowiązków służbowych.